# Coutençon
Coutençon és un municipi francès, situat al departament de Sena i Marne i a la regió d'Illa de França. L'any 2007 tenia 252 habitants.
Forma part del cantó de Provins, del districte de Provins i de la Comunitat de comunes Bassée-Montois.

## Demografia

### Població
El 2007 la població de fet de Coutençon era de 252 persones. Hi havia 96 famílies, de les quals 20 eren unipersonals (8 homes vivint sols i 12 dones vivint soles), 24 parelles sense fills, 44 parelles amb fills i 8 famílies monoparentals amb fills.
La població ha evolucionat segons el següent gràfic:
Habitants censats

### Habitatges
El 2007 hi havia 121 habitatges, 97 eren l'habitatge principal de la família, 19 eren segones residències i 5 estaven desocupats. 115 eren cases i 5 eren apartaments. Dels 97 habitatges principals, 86 estaven ocupats pels seus propietaris, 8 estaven llogats i ocupats pels llogaters i 3 estaven cedits a títol gratuït; 4 tenien dues cambres, 12 en tenien tres, 18 en tenien quatre i 63 en tenien cinc o més. 81 habitatges disposaven pel capbaix d'una plaça de pàrquing. A 36 habitatges hi havia un automòbil i a 57 n'hi havia dos o més.

### Piràmide de població
La piràmide de població per edats i sexe el 2009 era:
| Homes | Edats   | Dones |
| ----- | ------- | ----- |
| 0     | 95 o +  | 0     |
| 0     | 90 a 94 | 0     |
| 0     | 85 a 89 | 4     |
| 0     | 80 a 84 | 0     |
| 0     | 75 a 79 | 0     |
| 4     | 70 a 74 | 8     |
| 4     | 65 a 69 | 0     |
| 4     | 60 a 64 | 4     |
| 4     | 55 a 59 | 4     |
| 8     | 50 a 54 | 4     |
| 12    | 45 a 49 | 4     |
| 12    | 40 a 44 | 12    |
| 8     | 35 a 39 | 8     |
| 12    | 30 a 34 | 8     |
| 8     | 25 a 29 | 8     |
| 12    | 20 a 24 | 0     |
| 0     | 15 a 19 | 4     |
| 4     | 10 a 14 | 4     |
| 16    | 5 a 9   | 4     |
| 4     | 0 a 4   | 0     |

## Economia
El 2007 la població en edat de treballar era de 178 persones, 136 eren actives i 42 eren inactives. De les 136 persones actives 125 estaven ocupades (62 homes i 63 dones) i 11 estaven aturades (5 homes i 6 dones). De les 42 persones inactives 14 estaven jubilades, 14 estaven estudiant i 14 estaven classificades com a «altres inactius».

### Ingressos
El 2009 a Coutençon hi havia 97 unitats fiscals que integraven 286 persones, la mediana anual d'ingressos fiscals per persona era de 21.744 €.

### Activitats econòmiques
Dels 10 establiments que hi havia el 2007, 5 eren d'empreses de construcció, 1 d'una empresa de comerç i reparació d'automòbils, 2 d'empreses immobiliàries, 1 d'una empresa de serveis i 1 d'una entitat de l'administració pública.
Dels 5 establiments de servei als particulars que hi havia el 2009, 1 era un taller de reparació d'automòbils i de material agrícola, 1 paleta, 2 fusteries i 1 electricista.

## Equipaments sanitaris i escolars
El 2009 hi havia una escola maternal integrada dins d'un grup escolar amb les comunes properes formant una escola dispersa.

## Poblacions més properes
El següent diagrama mostra les poblacions més properes.